# Cmentarz Komunalny w Sieradzu
Cmentarz Komunalny w Sieradzu – cmentarz w Sieradzu położony przy ulicy księdza Aleksandra Brzezińskiego. Został otwarty 15 stycznia 1988 roku. Sąsiaduje z cmentarzem parafialnym w Kłocku.
Cmentarz zajmuje 13,3 ha z tego 7,5 ha przeznaczona jest na część grzebalną, a 6 ha na parkingi, zieleń, małą architekturę. Znajdują się tu kwatery grobów rodzinnych zwykłych i murowanych, pojedynczych zwykłych i murowanych, grobowców i grobów dziecięcych. Cmentarz jest ogrodzony płotem i odwodniony. Przy bramie głównej zlokalizowany jest parking i przystanek komunikacji miejskiej (linia numer 7). Do cmentarza prowadzi asfaltowa droga, a na jego terenie alejki asfaltowe. Administratorem cmentarza jest sieradzkie Przedsiębiorstwo Komunalne.